# 33103 Pintar
33103 Pintar este un asteroid din centura principală de asteroizi.

## Descriere
33103 Pintar este un asteroid din centura principală de asteroizi. A fost descoperit pe 27 decembrie 1997 la Goodricke-Pigott de Roy A. Tucker. El prezintă o orbită caracterizată de o semiaxă mare de 2,42 ua, o excentricitate de 0,15 și o înclinație de 8,4° în raport cu ecliptica.